# Hiệp hội Marketing Hoa Kỳ
Hiệp hội Marketing Hoa Kỳ (tiếng Anh: American Marketing Association, viết tắt AMA) là hiệp hội chuyên nghiệp cho các chuyên gia marketing với 30.000 thành viên vào năm 2012.

## Lịch sử hình thành
- Năm 1915, tại một hội nghị của các Câu lạc bộ Quảng cáo Liên kết của Thế giới, một nhóm các giáo viên quảng cáo đã thành lập Hiệp hội Giáo viên Quảng cáo Quốc gia (NATA). Tên nhóm được đổi thành Hiệp hội Giáo viên Marketing & Quảng cáo Quốc gia (NATMA) và sau đó là Hiệp hội Giáo viên Marketing Quốc gia (NATM) khi tập trung mở rộng sang Marketing, kết hợp các nhà giáo dục từ nhiều ngành khác nhau, bao gồm kinh tế và kế toán.
- Năm 1930, Hiệp hội Marketing Hoa Kỳ (AMS), được thành lập dành riêng để phân tích khoa học về Marketing.
- Năm 1936, hai tổ chức này cùng xuất bản Tạp chí Marketing (Journal of Marketing).
- Năm 1937, Hiệp hội Marketing Hoa Kỳ (AMA) được thành lập từ sự sáp nhập của hai tổ chức tiền thân: Hiệp hội Giáo viên Marketing Quốc gia và Hiệp hội Marketing Hoa Kỳ.

## Nhiệm vụ
Năm 1953, Neil Borden - President of AMA thay đổi thế giới kinh doanh khi ông đã đưa ra một chiến lược Marketing hỗn hợp. Ông là một trong những nhà lãnh đạo AMA không hài lòng với thực tiễn mà muốn thúc đẩy tăng trưởng hoạt động kinh doanh cũng như nâng cao các giá trị Marketing.
Vào năm 2015, Nhóm Next AMA đã đưa ra nhiệm vụ, chiến lược cho các hoạt động Marketing tại khu vực Bắc Mỹ, cụ thể:
- Cam kết về việc lãnh đạo thực hiện các dịch vụ đến khách hàng, các thành viên cùng các bên có liên quan.
- Cung cấp thông tin, tạo sự khác biệt, hiện đại và chuyên nghiệp cho thương hiệu và cộng đồng AMA một cách thống nhất.
- Tiến hành thiết lập các chương trình nghị sự trí tuệ một cách hài hòa và thống nhất trên toàn bộ nền tảng cũng như các kênh dựa trên các chiến lược về biên tập để có thể đưa ra hướng đi và định hướng cho những chiến lược tiếp theo.
- Xây dựng một thị trường tri thức được cá nhân hóa và kết nối, để gắn kết AMA trong cộng đồng thống nhất.

## Định nghĩa tiếp thị

### Quá trình phát triển định nghĩa tiếp thị
- Tháng 5 năm 2006, Ban giám đốc AMA đã thông qua một quy trình đánh giá, sửa đổi chính thức mới. Qua đó, 3 mục tiêu chính quan trọng để đánh  giá định kỳ và phát triển định nghĩa marketing của AMA là: Sự minh bạch, việc tham gia rộng rãi và tính liên tục.
- Định nghĩa về Marketing sẽ được AMA xem xét 5 năm 1 lần và được đánh giá cũng như lên kế hoạch để phát triển cho phù hợp với xu hướng thực tế, theo quy trình như sau:
  1. Hiệp hội Marketing Hoa Kỳ (AMA) sẽ thông báo rộng rãi về việc bắt đầu quá trình xem xét/ sửa đổi. Thông báo này sẽ được gửi qua email cho các thành viên AMA, và đăng tải công khai qua các bài đăng trên trang web của AMA, các bài viết trên Marketing News, tin nhắn được gửi qua AMA, và liên lạc với các hội đồng AMA và Ban giám đốc.
  2. Các tiểu ban quan trọng sau đó sẽ xem xét đầu vào từ các hội đồng, ban giám đốc và thành viên và xác định những thay đổi nào là cần thiết.
  3. Nếu đề xuất là không cần thay đổi, các tiểu ban sẽ báo cáo quyết định, với một phản hồi tóm tắt và lý do cho đề xuất này tới cho ban giám đốc AMA phê duyệt. Nếu hội đồng quản trị AMA không chấp thuận khuyến nghị của tiểu ban, họ sẽ lấy ý kiến phản hồi từ hội đồng quản trị, khảo sát lại và gửi lại đề xuất.
  4. Nếu đề xuất là cần thay đổi, Hiệp hội Marketing Hoa Kỳ (AMA) sẽ công khai cho thành viên của mình (ví dụ: thông báo trên trang web AMA và trên Marketing New, gửi email đến các thành viên) tuyên bố mới được đề xuất, tóm tắt các phản hồi nhận được và lý do cho khuyến nghị và sẽ thu hút phản hồi về tuyên bố sửa đổi được đề xuất. Tiểu ban sẽ xem xét các thông tin được phản hồi này và chuẩn bị đề xuất cuối cùng cho hội đồng quản trị của Hiệp hội Marketing Hoa Kỳ (AMA) để phê duyệt. Nếu hội đồng quản trị Hiệp hội Marketing Hoa Kỳ (AMA) không chấp thuận đề xuất của họ, tiểu ban sẽ lấy lại phản hồi từ hội đồng quản trị, khảo sát lại, và gửi lại các đề xuất với tài liệu hỗ trợ.
  5. Để duy trì tính liên tục, khi kết thúc quá trình, mỗi tiểu ban sẽ tạo ra một báo cáo (ví dụ một whitepaper), phác thảo quá trình, tóm tắt tổng quát bản chất chung của nội dung nhận được, và đưa ra lý do của đề xuất.

### Định nghĩa tiếp thị của AMA qua các năm
- 1935: Tiếp thị là việc thực hiện các hoạt động kinh doanh nhằm hướng dòng hàng hóa và dịch vụ từ nhà sản xuất đến người tiêu dùng.
- 2004: Tiếp thị là một chức năng tổ chức và một tập hợp các quy trình để tạo, truyền đạt và cung cấp giá trị cho khách hàng và để quản lý các tùy chỉnh theo cách có lợi cho tổ chức và các bên liên quan.[3]
- 2007: Marketing là một nhiệm vụ trong cơ cấu tổ chức và là một tập hợp các tiến trình để nhằm tạo ra, trao đổi, truyền tải các giá trị đến các khách hàng, và nhằm quản lý quan hệ khách hàng bằng những cách khác nhau để mang về lợi ích cho tổ chức và các thành viên trong hội đồng cổ đông.
- 2017: Tiếp thị là hoạt động, tập hợp các tổ chức và quy trình để tạo, giao tiếp, phân phối và trao đổi các dịch vụ có giá trị cho khách hàng, đối tác và xã hội nói chung.[4]